# Elektronische Wertschöpfung
Elektronische Wertschöpfung bezeichnet die Schaffung eines elektronischen Mehrwerts (englisch Added Value) im Rahmen eines digitalen Informationsprodukts innerhalb der Net Economy, die durch die Vielzahl einzelner informationsverarbeitender Aktivitäten (Wertschöpfungsprozess) erreicht wird.

## Wertschöpfungsprozess
Elektronische Wertschöpfungsprozesse und dafür notwendige reale Arbeitsabläufe lassen sich in unterschiedliche Bereiche gliedern, wobei die Kundensicht eine wichtige Rolle spielt, um im Laufe der Unternehmensgründung die Kundenorientierung bzw. den Bezug zum anvisierten Segment nicht zu verlieren. Im Mittelpunkt steht die Frage: „Welcher Wert wird für den Kunden innerhalb der Net Economy erzeugt?“
Für eine elektronische Wertschöpfung können dies beispielsweise folgende Aspekte sein.
Strukturierungswert – Überblick verschaffenEin strukturiertes Onlineangebot verschafft einen Überblick über eine Vielzahl von Informationen, die sonst nur sehr mühselig zu beschaffen wären. Damit wird durch das E-Venture ein Strukturierungswert geschöpft.
Selektionswert – Auswahl anbietenDas Onlineangebot bietet die Möglichkeit über Datenbankabfragen die gewünschten Informationen, Produkte, Dienstleistungen gezielt zu identifizieren.
Matchingwert – VermittlungDas Onlineangebot führt die Anfragen von Anbietern und Nachfragern zusammen, so dass das Angebot auf die Nachfrage abgestimmt wird.
Transaktionswert – AbwicklungGeschäfte lassen sich an die Bedürfnisse anpassen, indem beispielsweise auf den Kostenaspekt oder die Bezahlmöglichkeien eingegangen wird.
Abstimmungswert – KooperationUnterschiedliche Anbieter können ihre Leistungsangebote miteinander verzahnen oder einzelne Gewerke untereinander abstimmen.
Kommunikationswert – AustauschEs wird eine Möglichkeit für unterschiedliche Nachfrager angeboten, so dass diese miteinander kommunizieren können.